# XV-3 (航空機)
XV-3
飛行試験中のベルXV-3（2号機）（1959年）
- 製造者：ベル
- 初飛行：1955年8月11日
- 生産数：2機

ベルXV-3（ベル200）は、アメリカ空軍およびアメリカ陸軍が行うコンバーチプレーン技術の共同研究プログラムに使用するため、ベル・ヘリコプター社が開発したアメリカ製ティルトローター機である。翼端に搭載された2枚ブレードのローターは、胴体に搭載されたエンジンにより、ドライブシャフトを通じて駆動される。そのローターは、垂直から水平まで90度傾けることが可能であり、ヘリコプターのように離着陸でき、かつ、通常の固定翼機のように高速で飛行できる。
初飛行は、1955年8月11日であった。その性能は限定的であったものの、ティルトローター構想の実現に成功し、1958年12月から1962年7月にかけて、ヘリコプター・モードからエアプレーン・モードへの変換を110回行った。XV-3プログラムは、1966年5月20日、風洞実験装置で発生した事故により最後の機体が致命的な損傷を被ったことから、終了となった 。XV-3プログラムから得られたデータや経験は、その後のベルXV-15の開発成功に大きく貢献し、ベル・ボーイングV-22オスプレイへの道を切り開くことになった。

## 設計および開発

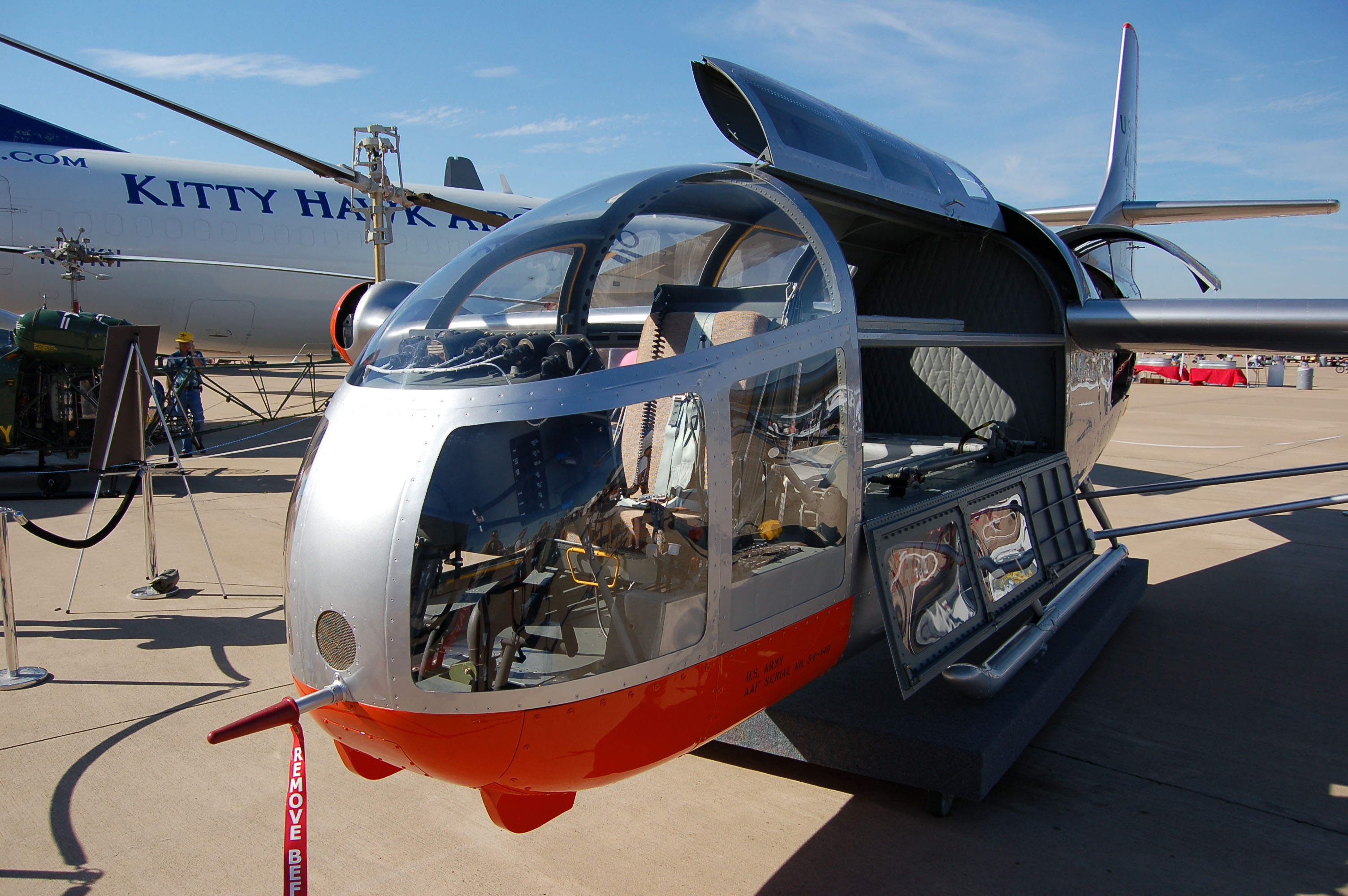
コックピット（2006年テキサス州フォートワースで行われたアライアンス・エアショーにて）

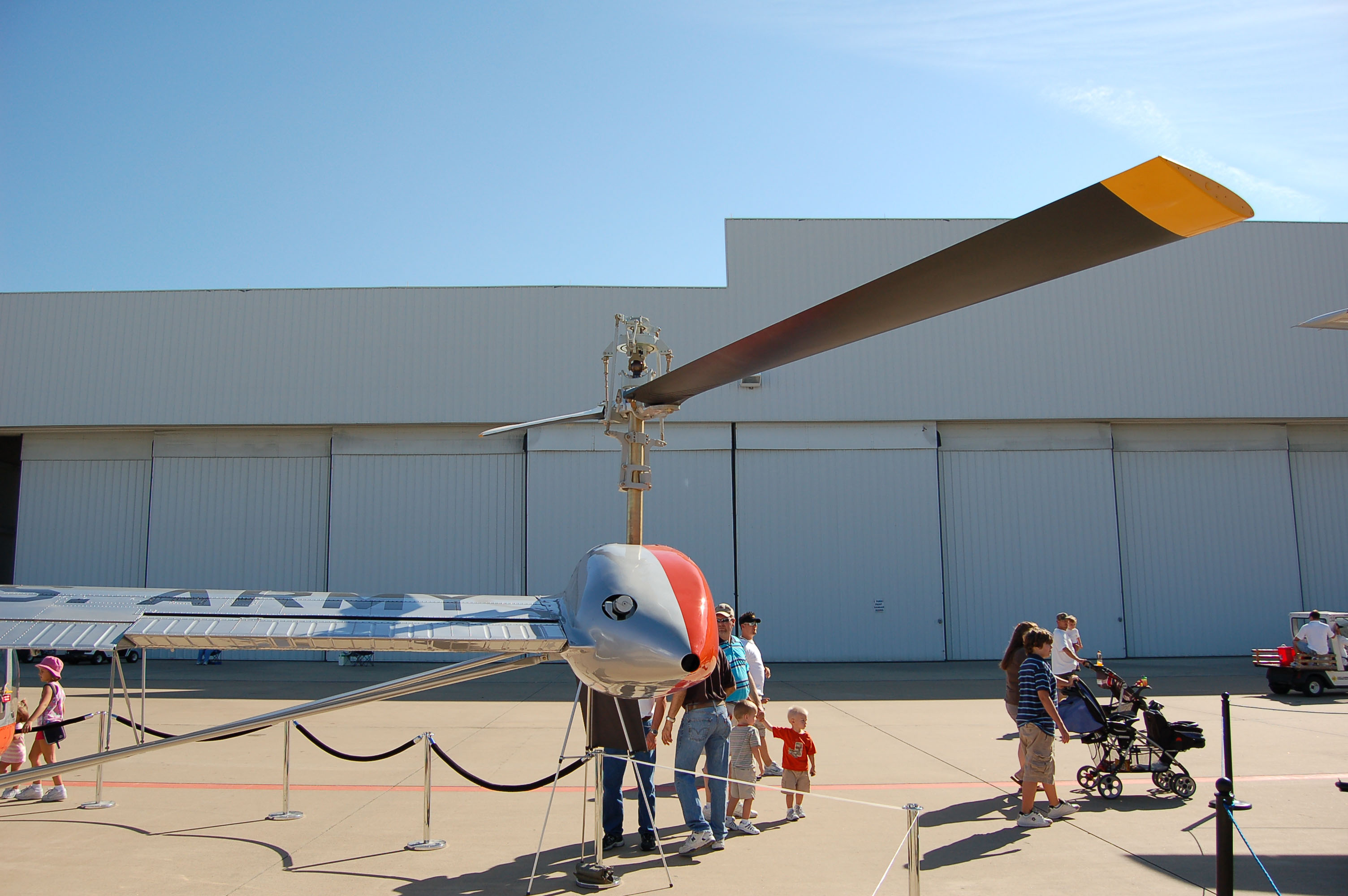
翼端に装備されたローター（2006年テキサス州フォートワースで行われたアライアンス・エアショーにて）

1951年、アメリカ陸軍およびアメリカ空軍は、コンバーチブル機プログラムの開始を宣言し、その設計を航空機製造会社に要請するREP（Request for Proposals, 提案要求書）を発簡した。1953年10月、2機の試験用機を製造する開発契約がベル・ヘリコプターとの間で締結された 。軍における元々の名称は「XH-33」であり、その機体はヘリコプターに分類されていたが、その後、コンバーチプレーンに分類されることになり、「XV-3」へと名称が変更された。1962年に「XV-3A」へと名称が再度変更され、その際、VはVTOLを意味するものとされた。設計主任は、ボブ・リヒテンおよびケニス・ウェルニッケであった。
XV-3初号機（機体番号：54－147）は、1955年8月11日にベル社のチーフ・テスト・パイロットであるフロイド・カールソンの操縦による初飛行に成功した。1955年8月18日、ローターに動的不安定が生じたことによるハード・ランディング事故が発生した。ベル社は、この問題の改善を図り、地上試験を経たのち、1956年3月29日に飛行試験を再開した。飛行エンベロープは、順次、拡張されたが、1956年7月25日、同じようなローターの不安定が発生した。1956年9月末、飛行試験が再開された。1956年10月25日、コックピットが強烈な振動に見舞われ、テスト・パイロットがブラック・アウト状態になって墜落した。振動が発生したのは、ローター・シャフトが垂直から前方方向に17度傾けられた時であった。その機体にテスト・パイロットとして搭乗していたディック・スタンスベリーは重傷を負い、機体は修復不能な損傷を受けた。
ベル社は、2号機のXV-3（機体番号：54-148）のローターを3枚ブレードから2枚ブレードへと改修し、十分な確認を行った後、1957年7月18日にNACA（National Advisory Committee for Aeronautics, 米国航空諮問委員会）エイムズ航空研究所の風洞実験装置での試験を開始した。1958年1月21日、2号機の飛行試験がベル社の施設において開始された。4月までの間に、飛行エンベロープが時速126マイルまで拡張され、完全なオートローテーション着陸およびローター・パイロンを30度前方に傾けたトランジション・モードでの飛行が行われた。1958年5月6日、パイロンを40度前方に傾けた際にローターが不安定になる事象が新たに発生し、再び飛行停止となった。1958年10月、飛行再開に向け、エイムズの風洞実験装置において、さらに多くのデータが収集された。その風洞実験の結果に基づき、ローターの直径が縮小され、主翼構造が補強されて、ローターの制御が強化されることとなった。
1958年12月12日、ベル社の施設においてXV-3の飛行試験が再開された。1958年12月18日、ベル社のテスト・パイロットであるビル・クインランは、動的に安定した状態での完全なエアプレーン・モードへの変換に初めて成功し、1959年1月6日、アメリカ空軍のロバート・フェリー大尉は、ティルトローターの飛行形態の変換を行った最初の軍人パイロットになった 。XV-3は、1959年4月24日にベル社の施設における飛行試験を終了し、エドワーズ空軍基地へと移送された。1959年5月14日、軍によるXV-3の飛行試験が始まった。少佐に昇任したロバート・フェリーは、1959年5月から7月にかけて行われた飛行評価に関する報告の共著者として、「固定翼ティルト・プロップ」すなわちティルトローターは、デザインに改善の余地はあるものの、実用的な回転翼機である、と述べている。
各軍種との統合試験を完了したXV-3はエイムズの施設に戻され、1959年8月12日、フレッド・ドリンクウォーターが、NASAテスト・パイロットとして初めて、ティルトローター機のエアプレーン･モードへの完全な変換を行った。1961年8月8日、アメリカ陸軍少佐E・E・クルーバーは、陸軍パイロットとして初めてティルトローター機を飛行させた。1962年7月までエイムズでの試験を続けたNASAおよびベル社は、ティルトローターにおけるピッチーフラップ間のカップリングを研究するための風洞実験を完了した。この研究は、空力弾性によるローターの動的不安定（パイロンの異常振動）という、このプログラムを通じた問題の発生を予測し、回避するためのものであった。
1966年4月、ベル・ヘリコプター社の空力学者であるアール・ホール博士は、XV-3プログラムの分析結果を公表し、その中で、ティルトローター機のパイロン異常振動に伴う動的不安定について説明している。NASAは、ホール氏の見解を確認するためのコンピューター・モデルを開発するため、エイムズの40フィート×80フィートの風洞を用いた風洞実験の実施に同意した。その最終試験が完了しようとしていたとき、翼端部の不具合により双方のローターが損傷し、XV-3および風洞実践装置に大きな被害を生じた 。1966年6月14日、NASAエイムズ研究センターは、XV-3試験の終了を発表した。XV-3の総飛行回数は250回、総飛行時間は125時間であり、その間に完全な飛行形態の変換に110回成功した。

## 現存する機体

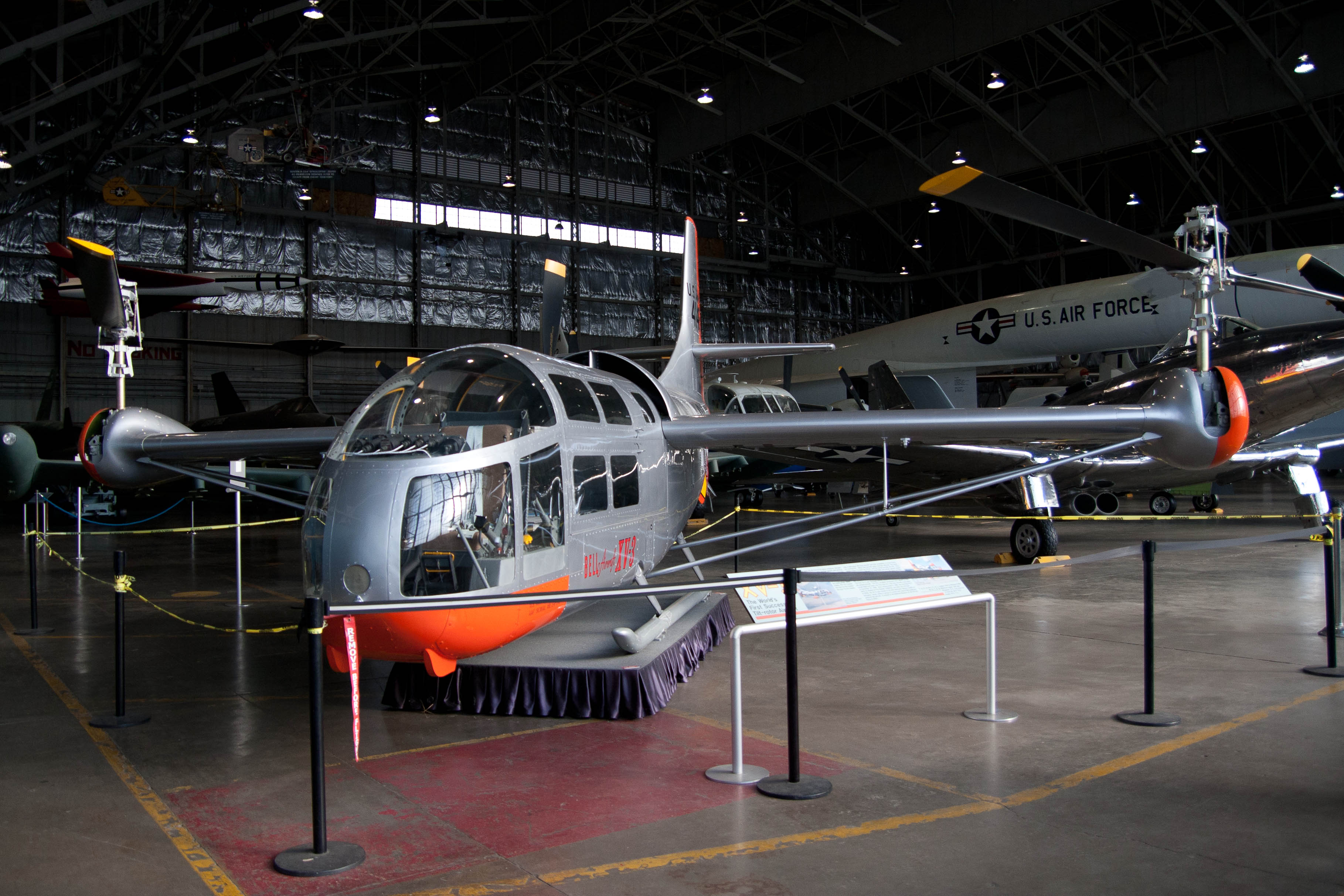
国立アメリカ空軍博物館に展示されているXV-3 54-148号機（2012年）

1966年の末、唯一残ったXV-3である54－148号機は、アリゾナ州ツーソンにあるデビスモンサン空軍基地に運ばれ、屋外に保管されることになった 。1984年、展示飛行のためアラバマ州のフォート・ラッカーを訪れたベルXV-15飛行試験チームが、アメリカ陸軍航空博物館に保管されているその機体を発見した 。1986年12月までの間に、元ベルXV-3技術者であるクロード・レイベンズバーガーが中心となり、陸軍の支援を受けながら、機体の修復を行ったが、その後、分解されて屋内に保管されることとなった 。2004年1月22日、54－148号機は、テキサス州アーリントンのベル・プラント6に運ばれた 。2005年、ベル・ヘリコプター社の従業員たちは、元XV-3技術者であるチャールズ・デイビスの指導を受けながら、54－148号機を博物館で展示できるレベルまで修復するための作業を開始した 。54－148号機は、2年間の修復作業ののち、オハイオ州デイトンの国立アメリカ空軍博物館に運ばれた。2007年、ポスト・コールド・ウォー・ギャラリーに展示された 54－148号機は、2011年現在、研究開発ギャラリーに展示されている。

## 仕様（XV-3）

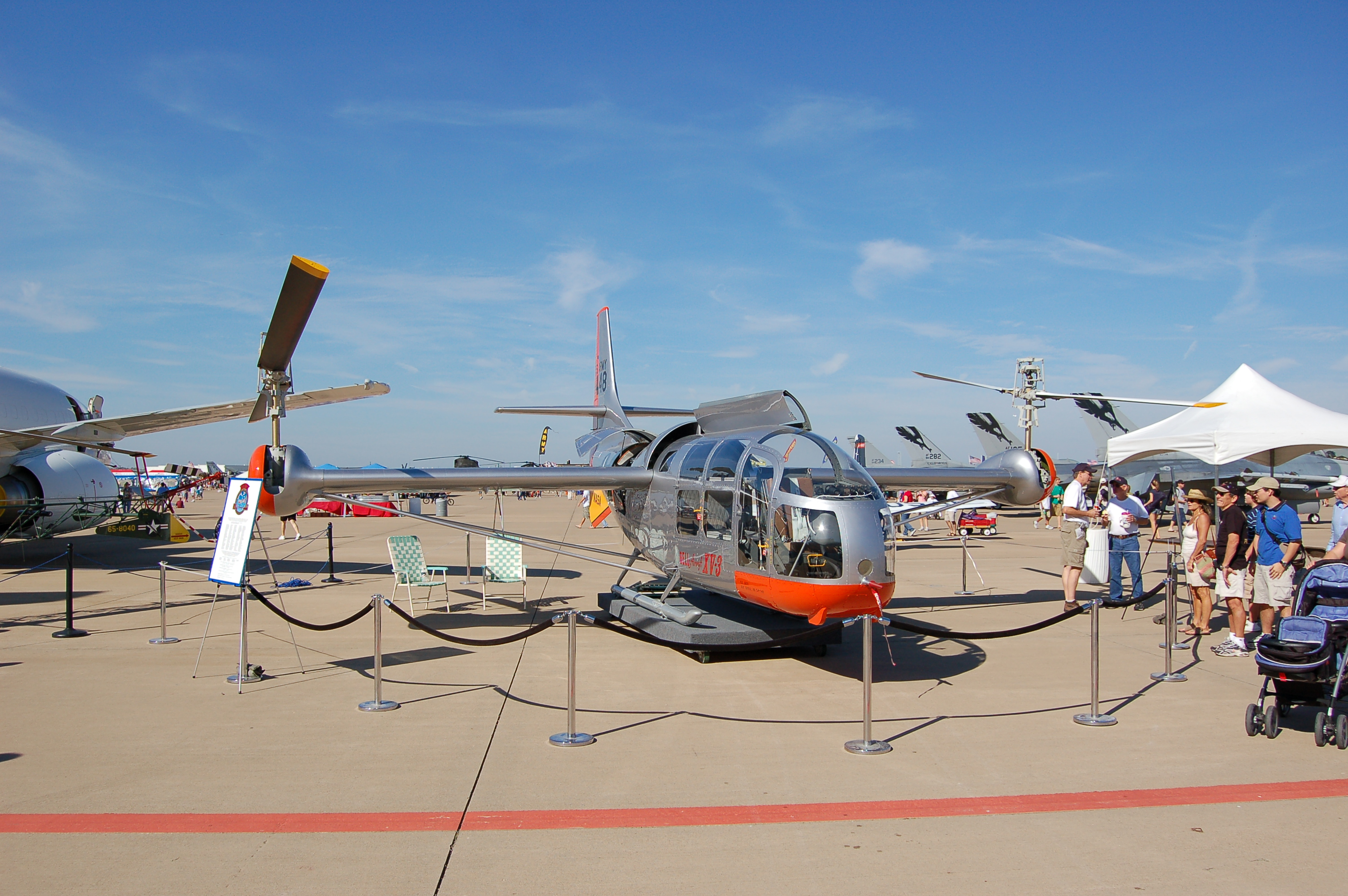
XV-3 54-148号機 （2006年）

出典: NASA Monograph 17 and Aerophile, Vol. 2, No. 1.
諸元
- 乗員: 1名
- 全長: 9.2m （30ft 4in）
- 全高: 4.0m （13ft 3in）

- 空虚重量: 1,907kg （4,205lb）
- 運用時重量: 2,218kg （4,890lb）

性能
- 最大速度: 296km/h
- 巡航速度: 269km/h
- 航続距離: 411km （255マイル）
- 実用上昇限度: 4,600m （15,000ft）
- 上昇率: 6.3m/s （1,260ft/min）